# Juan March

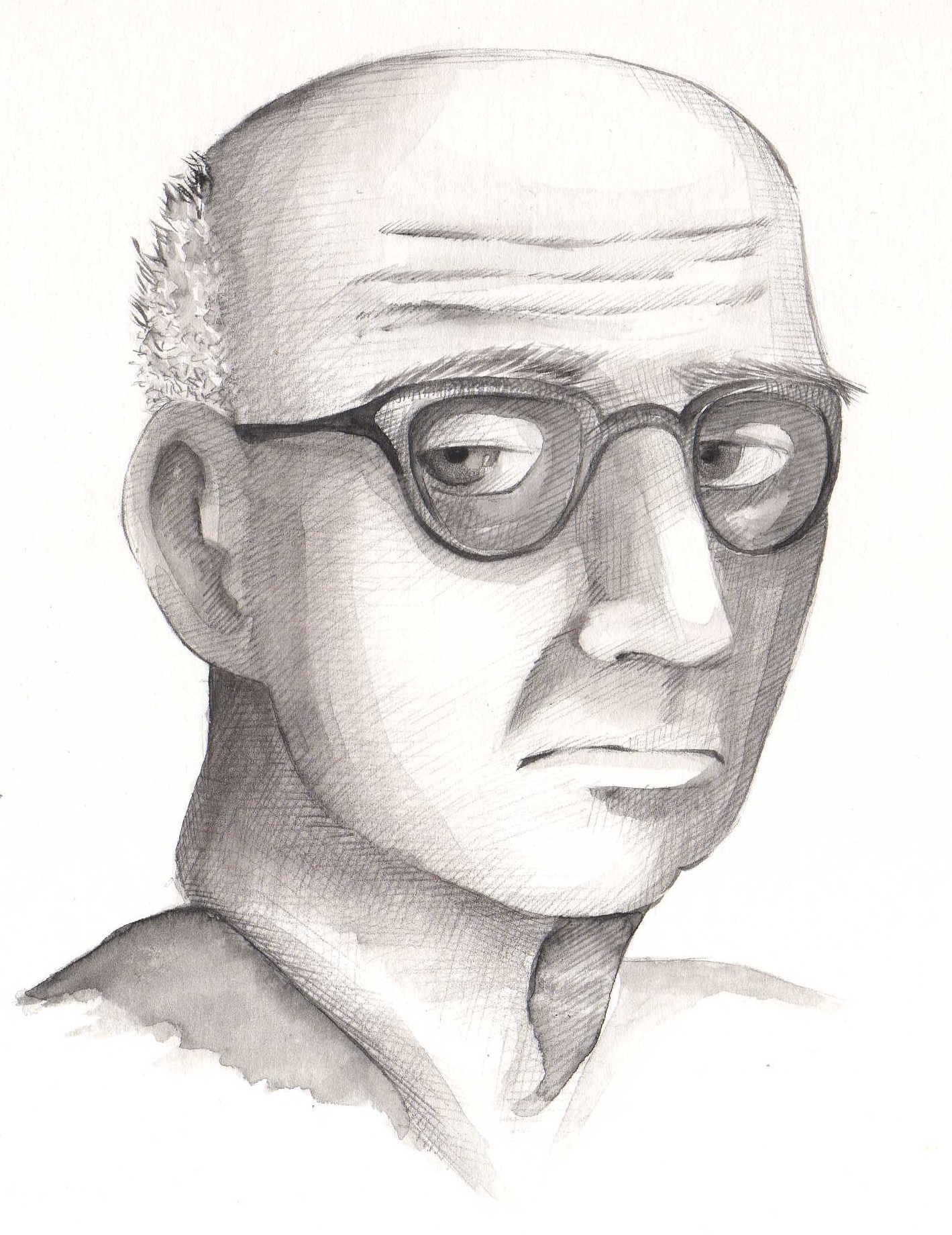
Joan March Ordinas

Juan March Ordinas (* 4. Oktober 1880 in Santa Margalida; † 10. März 1962 bei Las Rozas de Madrid) war ein spanischer Unternehmer und Bankier.

## Biografie
March stammt aus einer Bauernfamilie mit knappen wirtschaftlichen Bedingungen. Er studierte auf dem Franziskanerkolleg von Pont d'Inca (Marratxí). Er war Sohn eines Viehhändlers, welcher von klein auf Phantasie beim Entwickeln von Geschäftsgelegenheiten bewies. Seine ökonomischen Aktivitäten waren weit gestreut, hierzu zählen Schweinehandel, Grundstückshandel, Tabakanbau, Stromerzeugung, Straßenbahnunternehmer, Seefahrt, Küstenschifffahrt, Zeitungsverleger.
March war mit Leonor Servera Melis (1888–1957) verheiratet. In dieser Ehe wurden Juan March Servera (1906–1973) und Bartolomé March Servera (1917–1998) geboren. Seine Frau Leonor Servera Melis, Tochter eines Politikers aus Manacor, verband ihn mit der Bank, welche ihm sein Startkapital zur Verfügung stellte.

### Mallorquinischer Schweinehandel
Der Ursprung seines Vermögens lag im Schweinehandel. Aus den Gewinnen kaufte er Grundstücke auf Mallorca, später widmete er sich dem Schmuggel: Er besorgte Produkte aus Nordafrika und Gibraltar, welche an der spanischen Mittelmeerküste verkauft wurden. Sein Vermögen wuchs unter der Regentschaft von Alfons XIII. 1906 wandte er sich dem Tabakanbau zu und kaufte Anteile einer Tabakfabrik in Algerien. 1911 besaß er mit der Compañía Internacional de Tabacos de Marruecos das Monopol für marokkanischen und spanischen Tabak. Er investierte in die Stromerzeugung auf den Balearen und den Kanarischen Inseln. In Palma war er Straßenbahnunternehmer. Ab 1911 ließ er die Villa March in Cala Rajada errichten. 1916 gründete er mit einem Kapital von 100 Millionen Peseten die Compañía Transmediterránea, welche einige Schiffe betrieb und die Seeverbindung zwischen den Balearen und Marokko und eine Küstenschifffahrt entlang der spanischen Ostküste unterhielt.

### Blockadebrecher im Ersten Weltkrieg
Während des Ersten Weltkrieges durchbrach March mit Schmuggelware die Blockade und versorgte Schiffe beider Kriegsparteien. 1923 wurde March zum Abgeordneten der Cortes por Mallorca für die links-liberale Partei im Wahlkreis Santiago Alba gewählt. 1926 gründete er die Banca March und hatte das zweitgrößte Finanzvermögen eines einzelnen Menschen angesammelt. Bei der Gründung der zweiten spanischen Republik 1931 wurde March verhaftet, ihm wurde Kollaboration mit der Diktatur von Miguel Primo de Rivera vorgeworfen. Er wurde im Juni 1932 im Cárcel Modelo de Madrid eingesperrt und 1933 in das Gefängnis von Alcalá de Henares verlegt. Es gelang ihm nach Gibraltar zu fliehen, wo er aufgrund seiner Mitarbeit beim MI6 Asyl fand.

### Putsch der Unión Militar Española
Im Juli 1936 war March in Rom im Exil. Er beteiligte sich maßgeblich an der Finanzierung des Putsches vom 17. und 18. Juli 1936. Der Flug von Francisco Franco von Las Palmas de Gran Canaria nach Tétouan wurde – bei aktiver Beteiligung des britischen Majors und späteren Leiters des MI6 in der britischen Botschaft in Madrid Hugh Bertie Campbell Pollard – durch seine Zeitung ABC mitorganisiert. Der Flug wurde von Luis Bolín, dem Korrespondenten des ABC in London, und Douglas Francis Jerrold geplant. Jerrold mietete das Flugzeug. March investierte 1 Million Pfund in die ersten 12 Flugzeuge vom Typ Savoia-Marchetti SM.81 und Caproni Ca.306 für einen Teil des Transfers von Francos marokkanischen Söldnern nach Spanien. Marchs Investitionen in den Putsch beliefen sich auf 600 Millionen Peseten.

### Compañía Española de Petróleos SA
1939 kontrollierte March 75 Prozent von Compañía Española de Petróleos SA (CEPSA), welche auf Santa Cruz de Tenerife die produktionsstärkste spanische Erdölraffinerie betrieb. Dort wurde Rohöl aus den USA, Venezuela und Rumänien raffiniert. CEPSA hatte für Ölverkauf ein Monopol auf den Kanarischen Inseln, in Spanisch-Marokko und für den Reexport zur Campsa. Das Oberkommando der Marine des Deutschen Reichs versuchte die Treibstoffversorgung für seine U-Boote und Zerstörer abzusichern. Im Ersten Weltkrieg war auf Santa Cruz de Tenerife der Konsul Jakob Ahlers U-Boot-Tankwart. Da die Aktion verdeckt durchgeführt wurde, sagte March zu, als Strohmann bei einer 25-Millionen-Peseten-Operation zu dienen. Zu einem späteren Zeitpunkt sollten die von March zugekauften Anteile in Reichseigentum überführt werden. Die Finanzierung kam aus dem Reptilienfonds Sparpeseten.

### Zweiter Weltkrieg
Nach dem 1. September 1939 sagte March den Vertretern des Deutschen Reichs für das Überlassen der deutschen Schiffe, welche sich zu Kriegsbeginn in spanischen Häfen befanden, seine Dienste zu. Im Jahre 1940 erfolgte so eine enge Zusammenarbeit mit dem deutschen Kapitän zur See Gerhard Wagner (1898–1987) in der sogenannten „Wagner Aktion“ bei der strategisch wichtige Kriegsrohstoffe nach Deutschland verbracht und mit den deutschen Lieferungen an Waffen, Söldnern und Transportleistungen im Rahmen der Niederschlagung der spanischen Republik in den Jahren ab 1936 verrechnet wurden.
Robert Solborg (* 1893) vom Office of Strategic Services und US-Militärattaché in Lissabon von 1942 bis 1945, berichtete, dass die britische Regierung von Winston Churchill 1941 30 Generäle des Franco-Regimes kaufte, um einen Eintritt Spaniens in den Zweiten Weltkrieg zu verhindern. Die Überweisungen an die Militärs wurden über die Banca March abgewickelt. March sollte sie überzeugen und die Provision von umgerechnet 10 Millionen United States Dollar verteilen.

### Transición Española
Im Februar 1948 erwarb March unter dubiosen Umständen die Elektrizitätswerke von Barcelona (Barcelona Traction), welche 10 Millionen englische Pfund wert waren, für ungefähr eine halbe Million englische Pfund. Ab 1944 förderte March Don Juan de Borbón, welcher sich den Alliierten zugewandt hatte, als spanischen Thronfolger. Ebenso investierte er in Zeitungen und politische Parteien. 1955 wurde nach dem Vorbild der Rockefeller-Stiftung oder der Carnegie Endowment for International Peace die Fundación Juan March zur Förderung der Wissenschaft und der Kultur mit 300 Millionen Peseten (1,5 Millionen US-Dollar) und bei seinem Tod 2.000 Millionen Peseten (12 Millionen US-Dollar) gegründet. Diese verfügt heute über Skulpturen und Bildersammlungen, Forschungsinstitute, Bibliotheken, vergibt Forschungspreise und Forschungsstipendien und fördert kulturelle Aktivitäten.
Juan March starb an den Folgen eines Autounfalles, der sich am 25. Februar 1962 in Las Rozas de Madrid ereignete.
Die nach ihm benannte Avinguda Joan March in der Inselhauptstadt Palma wurde  über 50 Jahre nach seinem Tod aus politischen Gründen wieder umbenannt.